# Cyphostemma congestum
Cyphostemma congestum är en vinväxtart som först beskrevs av Bak., och fick sitt nu gällande namn av Descoings och Wild & R. B.Drumm.. Cyphostemma congestum ingår i släktet Cyphostemma och familjen vinväxter. Inga underarter finns listade i Catalogue of Life.